# Carl Weinmüller

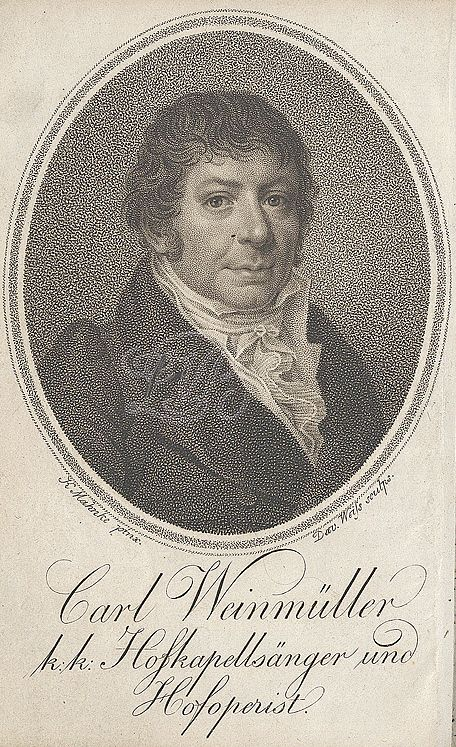
Carl Weinmüller, Stich von David Weiss nach einem Gemälde von Karl Mahnke, um 1820

Carl Friedrich Clemens Weinmüller (auch Weinmiller) (* 8. November 1764 in Dillingen an der Donau; † 16. März 1828 in Wien) war ein deutsch-österreichischer Bass und Theaterregisseur.

## Leben
Weinmüller schloss sich 1783 einer Wandertruppe an, die in Wiener Neustadt, St. Pölten, Haimburg und anderen Kleinstädten spielte. 1788 ging er nach Ofen und Pest, wo er als erster Bassist und Opernregisseur wirkte.
Am 6. November 1796 betrat er in der Figur des Apothekers Stößel in Carl Ditters von Dittersdorfs Singspiel Doktor und Apotheker erstmals die Wiener Hofbühne und wurde zusammen mit seiner Frau für die kaiserliche Oper verpflichtet. Er galt bald als einer der bedeutendsten Bassisten Österreichs und verfügte zudem über ein beachtliches schauspielerisches Talent. Vom 11. Juli 1798 bis zu seinem Tod gehörte er auch zur kaiserlichen Hofkapelle.
Daneben trat er auch gern als Konzertsänger auf, etwa bei den sogenannten Akademien von Joseph Haydn. Sein Stimmumfang reichte auf dem Höhepunkt seiner Karriere von D bis f′.
In Anerkennung seiner zahlreichen Verdienste erhielt er 1810 das Bürgerdiplom der Stadt Wien.
Von musikgeschichtlicher Bedeutung ist die Tatsache, dass er 1814 – zusammen mit Ignaz Saal und Johann Michael Vogl – Beethovens weitgehend vergessene Oper Fidelio für eine Benefizvorstellung wählte und den Komponisten damit zu einer grundlegenden Überarbeitung des Werkes anregte. Diese dritte, endgültige Fassung kam am 23. Mai 1814 im Theater am Kärntnertor erstmals zur Aufführung.
Am 30. November 1821 wurde Weinmüller pensioniert. Er wohnte zuletzt im Ledererhof Nr. 337, in der Nähe des Alten Rathauses, wo er am 16. März 1828 „an der Leberverhärtung“ starb. Die in vielen Lexika zu findende Angabe, er sei in Oberdöbling bei Wien gestorben, ist offensichtlich falsch.

## Familie
Seine Frau war Aloisia Weinmüller geb. Moerisch (1761–1852), die nur von 1796 bis 1798 an den Wiener Hoftheatern tätig war. Außerdem hatte er noch einen 1826 geborenen außerehelichen Sohn.